# Stenocercus melanopygus
Stenocercus melanopygus — вид ігуаноподібних ящірок родини Tropiduridae. Ендемік Перу.

## Поширення і екологія
Stenocercus melanopygus мешкають в горах Західного хребта Перуанських Анд в регіонах Кахамарка і Ла-Лібертад, зокрема у верхній долині Мараньойну. Вони живуть в чагарникових і агавових заростях, серед каміння. Зустрічаються на висоті від 2700 до 3250 м над рівнем моря.